# Säbysjön (Knivsta socken, Uppland)
Säbysjön är en sjö i Knivsta kommun i Uppland och ingår i Norrströms huvudavrinningsområde. Sjön är 2,4 meter djup, har en yta på 0,329 kvadratkilometer och befinner sig 14,9 meter över havet. Sjön avvattnas av vattendraget Lövstaån. Vid provfiske har bland annat abborre, björkna, braxen och gers fångats i sjön.

## Delavrinningsområde
Säbysjön ingår i det delavrinningsområde (662255-161210) som SMHI kallar för Ovan Knivstaån. Medelhöjden är 28 meter över havet och ytan är 10,69 kvadratkilometer. Räknas de 2 avrinningsområdena uppströms in blir den ackumulerade arean 40,86 kvadratkilometer. Lövstaån som avvattnar avrinningsområdet har biflödesordning 3, vilket innebär att vattnet flödar genom totalt 3 vattendrag innan det når havet efter 65 kilometer. Avrinningsområdet består mestadels av skog (65 procent) och jordbruk (23 procent). Avrinningsområdet har 0,33 kvadratkilometer vattenytor vilket ger det en sjöprocent på 3,1 procent. Bebyggelsen i området täcker en yta av 0,26 kvadratkilometer eller 2 procent av avrinningsområdet.

## Fisk
Vid provfiske har följande fisk fångats i sjön:
- Abborre
- Björkna
- Braxen
- Gärs
- Gädda
- Löja
- Mört
- Ruda
- Sarv